# Моше Черняк
Моше Черняк (пол. Moshe Czerniak, івр. משה צ'רניאק‎; нар. 3 лютого 1910, Варшава — 31 серпня 1984, Тель-Авів) — палестинський та ізраїльський шахіст, шаховий літератор. Чемпіон Палестини (1936, 1938). Чемпіон Ізраїлю (1955). Міжнародний майстер (1952).

## Кар'єра
Народився у Варшаві, там починав грати в шахових змаганнях, 1934 року переїхав до Палестини, що тоді належала Великій Британії. Після початку Другої світової війни, яка вибухнула саме під час шахової олімпіади 1939 в Буенос-Айресі, залишився жити в Аргентині, як і багато інших шахістів. 1952 року повернувся до Ізраїлю.
На шахових олімпіадах 1935 і 1939 представляв Палестину, після Другої світової війни — Ізраїль (1952—1968, дев'ять турнірів поспіль).
Деякі результати на міжнародних змаганнях:
- Буенос-Айрес 1939 — 3-4 місця, 1941 — 2, 1943 — 3, 1944 — 1, 1948 — 1, 1949 — 4 місце;
- Кільмес (1941) — 1 місце;
- Росаріо (1943) — 2;
- Мар-дель-Плата (1949) — 4;
- Відень (1951) — 1;
- Реджо-нель-Емілія (1951) — 1;
- Бевервейк (1958, побічний турнір) — 2;
- Нетанья — 1-3 місця.

Викладач. Писав статті польською, іспанською, російською, гебрейською мовами. Автор книг El final (1941), Botwinnik's Best Games (19462), Sefer ha-Shaḥmat (1963), Toledot ha-Shaḥmat (1963).